# Ryozo Suzuki
Ryozo Suzuki (Saitama, 16. srpnja 1939.) japanski je nogometaš.

## Klupska karijera
Igrao je za Hitachi.

## Reprezentativna karijera
Za japansku reprezentaciju igrao je od 1961. do 1968. godine. Odigrao je 24 utakmice.
S japanskom reprezentacijom Ryozo Suzuki je igrao na Olimpijskim igrama 1964 i 1968.

## Statistika
| Japan  | Japan | Japan |
| Godina | Nast. | Gol.  |
| ------ | ----- | ----- |
| 1961.  | 1     | 0     |
| 1962.  | 7     | 0     |
| 1963.  | 5     | 0     |
| 1964.  | 2     | 0     |
| 1965.  | 1     | 0     |
| 1966.  | 6     | 0     |
| 1967.  | 0     | 0     |
| 1968.  | 2     | 0     |
| Ukupno | 24    | 0     |

## Vanjske poveznice
- National Football Teams
- Japan National Football Team Database